# 森皮奥内公园 (米兰)

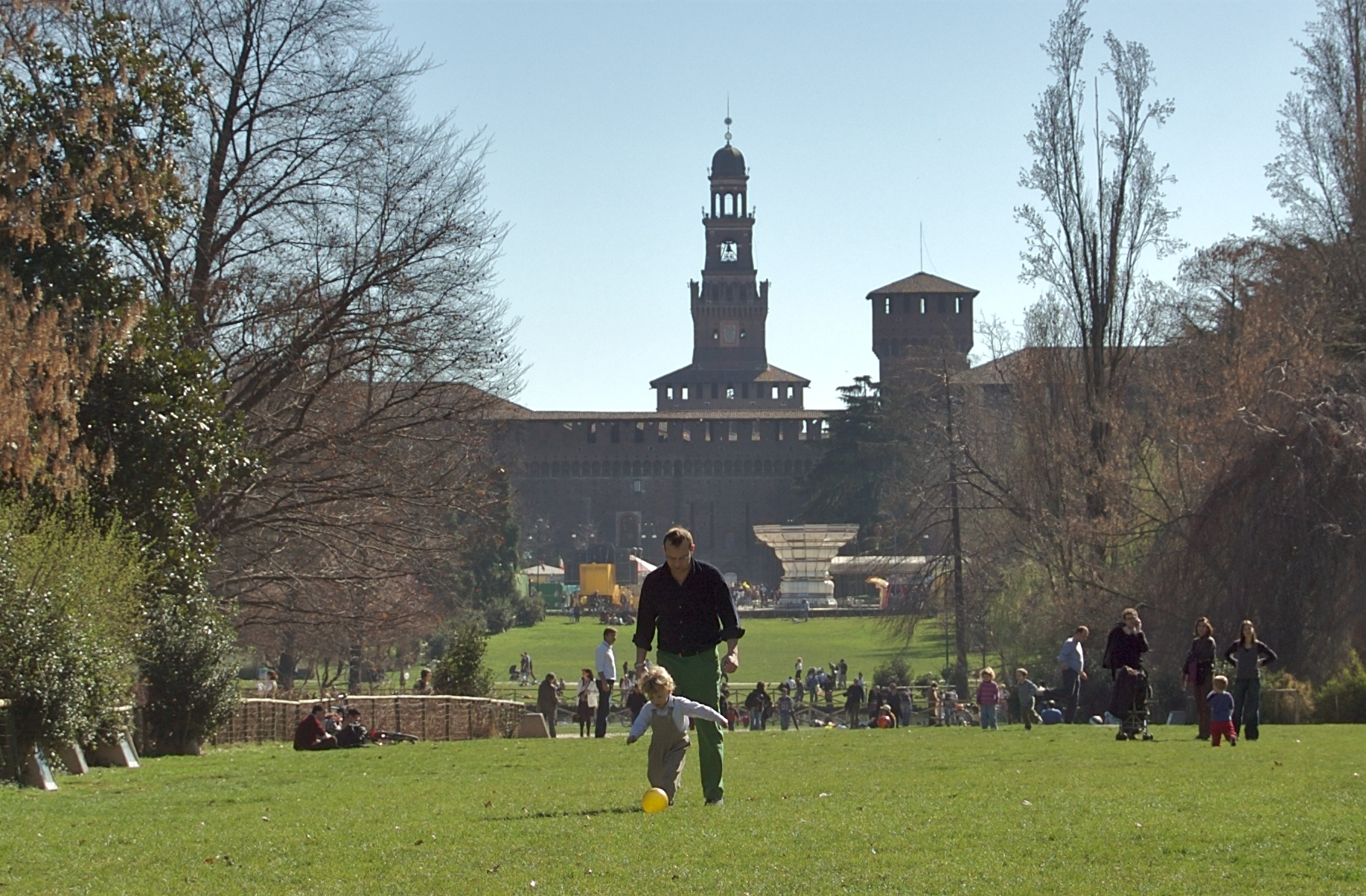
森皮奥内公园与斯福尔扎古堡

森皮奥内公园（Parco Sempione）是意大利米兰的一个大型的城市绿地，位于斯福尔扎古堡后面。这个名字可以追溯到1906年的森皮奥内隧道。同名的森皮奥内大街（Corso Sempione）从公园后面开始延伸。
森皮奥内公园建在斯福尔扎古堡后面原来的大道上，1888年开始动议拆除附近密集的建筑，和城堡的一部分，作为散步、赛马和革命时期庆祝活动的公共空间。斯福尔扎古堡与和平门之间开辟为风景如画的英式园林，安排了山丘和谷地，不规则花坛和路径，池塘和水渠，种植树木和灌木。
公园自完成后，突显了其作为米兰人休闲中心的作用，以及与艺术的密切关系，举办过许多展览，例如1906年国际博览会。 
公园内的重要建筑有艺术宫等。该公园被米兰市政府提供的无线网络所覆盖，可链接到互联网。
2008年，Elio e le Storie Tese组合创作了以该公园为主题的歌曲《森皮奥内公园》。 
近年来，城堡和公园之间的空地，已成为进行各种展览的地点。